# Windows for Workgroups 3.11
Windows for Workgroups 3.11 is een Windowsversie uit 1993 die vrijwel identiek is aan Windows 3.1, behalve dat een aantal problemen in de netwerkcode verholpen waren. Deze versie was vooral gericht op de bedrijven. Daarom was er netwerkmogelijkheid toegevoegd en werd het 'Windows 3.11 for Workgroups' genoemd. Deze versie moest Windows 3.1 vervangen en was destijds gratis te downloaden vanaf de Microsoft-website.

## Programma's
De eerste versies van Microsoft Office Word en Excel maakten hun debuut op Windows 2.0. Ontwikkelaars ondersteunden de grafische interface van Windows nog niet en bleven DOS-versies van hun applicaties maken. Dit kwam voornamelijk doordat Windows toen nog geen groot marktaandeel had. Een partitie op een harde schijf kon een maximale grootte van 32 MB hebben. Deze programma's werden overgenomen op Windows 3.11 for Workgroups.
Met Windows 3.11 werden enkele programma's meegeleverd. Dit waren onder meer:
- Calc - Rekenmachine, wordt nog steeds meegeleverd.
- Calendar - Kalender, nu samengevoegd met Clock in de taakbalk.
- Cardfile - Informatiebeheerder, bestaat niet meer.
- Clipbrd - Plakbord manager, verwijderd sinds Windows Vista.
- Clock - Klok, nu samen gevoegd met Calendar in de taakbalk.
- Control - Windows Taakbeheer, wordt nog steeds meegeleverd.
- Msdos - MS-DOS, nu enkel nog een programma binnen Windows.
- Notepad - Kladblok, nog steeds meegeleverd en bijna niet veranderd.
- Paintbrush, wordt nog steeds meegeleverd, maar dan onder de naam Paint.
- Pifedit - Vensterbeheer, bestaat niet meer.
- Reversi, een spel, wordt niet meer meegeleverd.
- Write, een tekstverwerker, bestaat niet meer en is vervangen door WordPad en Microsoft Office Word.

## Vensters
Een van de belangrijkste vernieuwingen zoals in Windows 2.0 was de manier waarop vensters konden worden gebruikt. Waar het onmogelijk was in Windows 1.0 om vensters elkaar te laten overlappen, werd deze mogelijkheid toegevoegd in Windows 3.11. Ook werd het mogelijk om vensters te "minimaliseren" en "maximaliseren".

## Opvolgers
De eerste release in de Windows 9x-reeks was in 1995, toen Windows 95 uitkwam. Windows 95 droeg als versienummer 4.x, terwijl zijn voorgangers, op MS-DOS gebaseerd, versienummer 3.2 en lager gebruikten. De Windows NT-kernel werd later ontwikkeld om nieuwe mogelijkheden te scheppen. Windows Me, met versienummer 4.9, werd opgevolgd door Windows XP. XP had versienummer NT 5.1. Voor Windows Me kwam ook nog Windows 2000 uit; dit was versie NT 5.0.
In 1998 volgde de tweede release in de Windows 9x-serie. Windows 98 kreeg versienummer 4.1 en werd ontwikkeld op basis van MS-DOS 7.1. Windows 98 werd ondersteund tot 2006. Windows 98 zou aanvankelijk worden opgevolgd door Windows 99. Deze versie werd uiteindelijk Windows 98 SE genoemd, waarbij SE staat voor Second Edition. Hoewel Windows 98 SE werd opgevolgd door Windows 2000 en deze niet meer bij de Windows 9x-reeks hoort, is Windows 98 SE toch niet de laatste versie binnen deze reeks.
Windows Me is de laatste versie van Windows in de Windows 9x-reeks. Het werd opgevolgd door Windows XP en voorgegaan door Windows 2000. Als er enkel naar de Windows 9x-reeks wordt gekeken, werd hij voorgegaan door Windows 98.